# Deutsche Fußballmeisterschaft der A-Junioren 1988/89
Die deutsche Fußballmeisterschaft der A-Junioren 1989 war die 21. Auflage dieses Wettbewerbes. Meister wurde der VfB Stuttgart, das im Finale den 1. FC Nürnberg mit 3:2 besiegte.

## Teilnehmende Mannschaften
An der A-Jugendmeisterschaft nahmen die 16 Landesverbandsmeister teil.
| Regionalverband Nord                                                                                             | Regionalverband West                                                                                    | Regionalverband Südwest                                                                | Regionalverband Süd | Berlin                            |
| --- | --- | -------------------------------------------------------------------------------------- | --- | --------------------------------- |
| - Schleswig-Holstein: Holstein Kiel - Hamburg: Hamburger SV - Bremen: Werder Bremen - Niedersachsen: Hannover 96 | - Westfalen: Borussia Dortmund - Mittelrhein: TSV Bayer 04 Leverkusen - Niederrhein: Bayer 05 Uerdingen | - Rheinland: SG 06 Betzdorf - Südwest: 1. FC Kaiserslautern - Saarland: SV Auersmacher | - Hessen: VfL 1860 Marburg - Baden: SV Waldhof Mannheim - Südbaden: Kehler FV - Württemberg: VfB Stuttgart - Bayern: 1. FC Nürnberg | - Berlin: FC Hertha 03 Zehlendorf |

## Achtelfinale
Hinspiele: So 04.06. Rückspiele: So 11.06.
|                         | Gesamt          |                         | Hinspiel | Rückspiel |
| ----------------------- | --------------- | ----------------------- | -------- | --------- |
| SV Auersmacher          | 00:11           | FC Bayer 05 Uerdingen   | 0:5      | 0:6       |
| SV Werder Bremen        | 1:5             | Borussia Dortmund       | 1:1      | 0:4       |
| 1. FC Nürnberg          | 10:00           | Kehler FV               | 3:0      | 7:0       |
| 1. FC Kaiserslautern    | 2:5             | TSV Bayer 04 Leverkusen | 2:2      | 0:3       |
| SG 06 Betzdorf          | 1:3             | Holstein Kiel           | 0:0      | 1:3       |
| FC Hertha 03 Zehlendorf | 3:3 (3:4 i. E.) | Hamburger SV            | 2:1      | 1:2       |
| SV Waldhof Mannheim     | 5:4             | Hannover 96             | 5:1      | 0:3       |
| VfB Stuttgart           | 13:00           | VfL 1860 Marburg        | 6:0      | 7:0       |

## Viertelfinale
Hinspiele: So 18.06. Rückspiele: So 25.06.
|                       | Gesamt          |                         | Hinspiel | Rückspiel |
| --------------------- | --------------- | ----------------------- | -------- | --------- |
| 1. FC Nürnberg        | 5:4             | TSV Bayer 04 Leverkusen | 3:3      | 2:1       |
| Holstein Kiel         | 01:11           | Hamburger SV            | 0:6      | 1:5       |
| SV Waldhof Mannheim   | 1:1 (8:9 i. E.) | VfB Stuttgart           | 1:0      | 0:1       |
| FC Bayer 05 Uerdingen | 2:2 (5:3 i. E.) | Borussia Dortmund       | 2:1      | 0:1       |

## Halbfinale
Hinspiele: So 02.07. Rückspiele: So 09.07.
|                       | Gesamt |                | Hinspiel | Rückspiel |
| --------------------- | ------ | -------------- | -------- | --------- |
| FC Bayer 05 Uerdingen | 2:4    | 1. FC Nürnberg | 1:2      | 1:2       |
| Hamburger SV          | 0:4    | VfB Stuttgart  | 0:2      | 0:2       |

## Finale
| VfB Stuttgart                                       | VfB Stuttgart | 1. FC Nürnberg | 1. FC Nürnberg |
| --------------------------------------------------- | --- | --- | -------------- |
| VfB Stuttgart                                       | \| Freitag, 14. Juli 1989 in Stuttgart (Neckarstadion) \| \| Ergebnis: 3:2 (1:2) \| \| Zuschauer: 7.000 \| \| Schiedsrichter: Heinz Werner (Auersmacher) \|                                                                                                   | \| Freitag, 14. Juli 1989 in Stuttgart (Neckarstadion) \| \| Ergebnis: 3:2 (1:2) \| \| Zuschauer: 7.000 \| \| Schiedsrichter: Heinz Werner (Auersmacher) \|                                                                                             | 1. FC Nürnberg |
| VfB Stuttgart                                       | Frank Strotbek – Thomas Richter – Uwe Schneider, Senad Latifovic – Marco Santelli (27. Oliver Dense), Michael Mayer, Jens Keller, Thomas Gradwohl, Jürgen Kramny – Markus Beierle, Dragan Terzić (64. Eleftherios Chatzikiriakos) Cheftrainer: Rainer Philipp | Andreas Lehneis – Jörg Burger – Johann Kleebauer, Jochen Thomas – Rico Hof (65. Matthias Plössner), Dominik Schönhöfer (72. Manfred Prem), Reinhold Schneider, Dieter Bernhardt, Helmut Rahner – Gerd Klaus, Frank Türr Cheftrainer: Dieter Lieberwirth | 1. FC Nürnberg |
| VfB Stuttgart                                       | 1:2 Jürgen Kramny (33.) 2:2 Markus Beierle (49.) 3:2 Oliver Dense (69.) | 0:1 Frank Türr (7.) 0:2 Rico Hof (9.) | 1. FC Nürnberg |
| Freitag, 14. Juli 1989 in Stuttgart (Neckarstadion) | | |                |
| Ergebnis: 3:2 (1:2)                                 | | |                |
| Zuschauer: 7.000                                    | | |                |
| Schiedsrichter: Heinz Werner (Auersmacher)          | | |                |